# Don Ray (produttore discografico)
Don Ray, pseudonimo di Raymond Donnez (9 settembre 1942 – 7 marzo 2019), è stato un produttore discografico, arrangiatore e tastierista francese.

## Biografia
Poco si sa della vita di Don Ray prima che salisse alla ribalta. Stando alle testimonianze, si presume essere nato da genitori francesi di stanza in Germania e si sarebbe in seguito trasferito in Francia.
Durante gli anni settanta, Don Ray fu direttore d'orchestra in tre edizioni dell'Eurovision Song Contest: quella del 1974 (per il brano Celui qui reste et celui qui s'en va, rappresentante il Principato di Monaco), nel 1976 (per il brano Toi, la musique et moi, anch'esso rappresentante il Principato di Monaco) e nel 1977 (per il brano L'oiseau et l'enfant, rappresentante la Francia e vincitore del concorso).
A partire dalla metà degli anni settanta, Don Ray suonò la tastiera e lavorò come arrangiatore per numerosi artisti come Cerrone (appare infatti nei crediti di Love in C Minor del 1976) e Alec R. Costandinos, con il quale pubblicò diverse uscite durante la seconda metà del decennio. Produsse anche l'album di debutto dei Santa Esmeralda Don't Let Me Be Misunderstood (1977), contenente la hit omonima; collaborò con loro anche nel successivo The House of the Rising Sun (1978). Don Ray pubblicò il suo unico album Garden of Love (1978) dal quale vennero estratti i singoli da classifica The Garden of Love e Got to Have Lovin', co-scritta con Cerrone.
A partire dagli anni ottanta, quando la disco music decadde, Don Ray lavorò, usando il suo nome di battesimo, per artisti come Johnny Hallyday, Michel Sardou, Sylvie Vartan e Celine Dion.
Don Ray morì nel 2019 all'età di 79 anni.

## Discografia

### Album in studio
- 1978 – The Garden of Love

### Singoli
- 1978 – Got to Have Lovin'
- 1978 – Standing in the Rain
- 1978 – The Garden of Love
- 1982 – Simplify